# Pacific Nations Cup 2024
Der Pacific Nations Cup 2024 war die 17. Ausgabe des Rugby-Union-Turniers Pacific Nations Cup. Beteiligt waren die Nationalmannschaften von Fidschi, Japan, Kanada, Samoa, der Vereinigten Staaten und Tonga. Zwischen dem 23. August und dem 21. September 2024 fanden elf Spiele statt, aufgeteilt auf sechs Gruppenspiele und ein fünf Spiele umfassendes Finalturnier in Japan. Den Titel sicherte sich zum siebten Mal Fidschi.

## Gruppenphase

### Gruppe A
|    | Land    | Spiele | Siege | Unent. | Ndlg. | Spiel- punkte | Diff. | Bonus- punkte | Tabellen- punkte |
| -- | ------- | ------ | ----- | ------ | ----- | ------------- | ----- | ------------- | ---------------- |
| 1. | Fidschi | 2      | 2     | 0      | 0     | 92:35         | + 57  | 2             | 10               |
| 2. | Samoa   | 2      | 1     | 0      | 1     | 59:59         | ± 0   | 1             | 5                |
| 3. | Tonga   | 2      | 0     | 0      | 2     | 36:93         | − 57  | 0             | 0                |

| 23. August 2024 15:00 FJT (UTC+12) | Fidschi | 42 : 16         | Samoa                                                                                    | HFC Bank Stadium, Suva Schiedsrichter: James Doleman (Neuseeland) |
| 23. August 2024 15:00 FJT (UTC+12) | Versuche: Salawa Jr. (3) 5. n.erh., 55. erh., 79. n.erh. Masi 30. erh. Lomani 60. erh. Karawalevu 74. n.erh. Erhöhungen: Muntz (3/6) Straftritte: Muntz (2/2) 40., 44. | (15:16) Bericht | Versuche: Leilua 17. erh. Erhöhungen: Leuila 18. Straftritte: Leuila (3/3) 13., 27., 36. | HFC Bank Stadium, Suva Schiedsrichter: James Doleman (Neuseeland) |

| 30. August 2024 14:50 WST (UTC+13) | Samoa | 43 : 17        | Tonga                                                                                                  | Apia Park, Apia Schiedsrichter: Takehito Namekawa (Japan) |
| 30. August 2024 14:50 WST (UTC+13) | Versuche: Ili 18. erh. Tuitama (2) 21. erh., 42. erh. Moore-Aiono (2) 46. n.erh., 74. erh. Slade 77. erh. Erhöhungen: Leuila (3/4) Iona (2/2) Straftritte: Leuila (1/2) 29. | (17:0) Bericht | Versuche: Inisi (2) 57., erh., 64. erh. Erhöhungen: Pellegrini (2/2) Straftritte: Pellegrini (1/1) 49. | Apia Park, Apia Schiedsrichter: Takehito Namekawa (Japan) |

| 6. September 2024 15:00 TOT (UTC+13) | Tonga                                                                                     | 19 : 50         | Fidschi | Teufaiva Sport Stadium, Nukuʻalofa Schiedsrichter: Angus Gardner (Australien) |
| 6. September 2024 15:00 TOT (UTC+13) | Versuche: Paea 18. erh. Inisi 28. erh. Pellegrini 36. n.erh. Erhöhungen: Pellegrini (2/3) | (19:26) Bericht | Versuche: Masi (2) 2. n.erh., 77. erh. Ikanivere 5. erh. Canakaivata (2) 11. erh., 41. erh. Tabuavou 58. erh. Derenelagi 71. erh. Erhöhungen: Muntz (6/7) Straftritte: Muntz (1/1) 57. | Teufaiva Sport Stadium, Nukuʻalofa Schiedsrichter: Angus Gardner (Australien) |

Fidschi erzielte die meisten Punkte in einem Spiel gegen Tonga und übertraf damit die 47 Punkte aus dem Jahr 2003.

### Gruppe B
|    | Land               | Spiele | Siege | Unent. | Ndlg. | Spiel- punkte | Diff. | Bonus- punkte | Tabellen- punkte |
| -- | ------------------ | ------ | ----- | ------ | ----- | ------------- | ----- | ------------- | ---------------- |
| 1. | Japan              | 2      | 2     | 0      | 0     | 96:52         | + 44  | 2             | 10               |
| 2. | Vereinigte Staaten | 2      | 1     | 0      | 1     | 52:56         | − 4   | 1             | 5                |
| 3. | Kanada             | 2      | 0     | 0      | 2     | 43:83         | − 40  | 1             | 1                |

| 25. August 2024 14:00 PDT (UTC−7) | Kanada | 28 : 55        | Japan | BC Place Stadium, Vancouver Schiedsrichter: Eoghan Cross (Irland) |
| 25. August 2024 14:00 PDT (UTC−7) | Versuche: Coe 37. erh. Rumball 45. erh. Talon McMullin 50. erh. Takoda McMullin 80. erh. Erhöhungen: Nelson (4/4) | (7:38) Bericht | Versuche: Tuitama 4. erh. Deans (2) 7. erh., 28. erh. Shimokawa 22. erh. Riley 30. erh. Lee 43. erh. Naikabula 68. n.erh. Osada 81. n.erh. Erhöhungen: Lee (6/6) Straftritte: Lee (1/1) 26. | BC Place Stadium, Vancouver Schiedsrichter: Eoghan Cross (Irland) |

Dies war der größte Auswärtssieg Japans gegen Kanada, was den Punkteunterschied betrifft.
| 31. August 2024 18:00 PDT (UTC−7) | Vereinigte Staaten | 28 : 15        | Kanada                                                                                         | Dignity Health Sports Park, Carson Schiedsrichter: Gianluca Gnecchi (Italien) |
| 31. August 2024 18:00 PDT (UTC−7) | Versuche: Mooneyham (2) 9. n.erh., 15. n.erh. Wilson 38. n.erh. Pifeleti 55. erh. Erhöhungen: Carty (1/4) Straftritte: Carty (2/2) 7., 48. | (18:8) Bericht | Versuche: Benn 26. n.erh. Coats 60. erh. Erhöhungen: Nelson (1/2) Straftritte: Nelson (1/1) 4. | Dignity Health Sports Park, Carson Schiedsrichter: Gianluca Gnecchi (Italien) |

| 7. September 2024 19:05 JST (UTC+9) | Japan | 41 : 24         | Vereinigte Staaten | Kumagaya-Rugbystadion, Kumagaya Schiedsrichter: Hollie Davidson (Schottland) |
| 7. September 2024 19:05 JST (UTC+9) | Versuche: McCurran 14. erh. Waqa 22. erh. Harada 39. erh. Riley 44. erh. Tuitama 66. erh. Erhöhungen: Lee (5/5) Straftritte: Lee (2/2) 5., 62. | (24:10) Bericht | Versuche: Faʻanana-Schultz 30. erh. Augspurger (2) 51. erh., 58. erh. Erhöhungen: Carty (3/3) Straftritte: Carty (1/1) 18. | Kumagaya-Rugbystadion, Kumagaya Schiedsrichter: Hollie Davidson (Schottland) |

## Finalturnier
|  | Halbfinale           | Halbfinale           |                             |    | Finale                      | Finale                      |
|  |                      |                      |                             |    |                             |                             |
|  | Fidschi              | 22                   |                             |    |                             |                             |
|  | Vereinigte Staaten   | 3                    |                             |    |                             |                             |
|  | 14 September – Tokio |                      |                             |    |                             |                             |
|  |                      |                      | 21 September – Higashiōsaka |    |                             |                             |
|  | Fidschi              | 41                   |                             |    |                             |                             |
|  |                      | Japan                | 17                          |    |                             |                             |
|  |                      |                      |                             |    |                             |                             |
|  | Spiel um Platz 3     |                      |                             |    |                             |                             |
|  | 15 September – Tokio | 15 September – Tokio | Vereinigte Staaten          | 13 |                             |                             |
|  | Samoa                | 27                   | Samoa                       | 18 |                             |                             |
|  | Japan                | 49                   |                             |    | 20 September – Higashiōsaka | 20 September – Higashiōsaka |

### Spiel um Platz 5
| 14. September 2024 16:00 JST (UTC+9) | Tonga | 30 : 17         | Kanada                                                                                              | Prinz-Chichibu-Rugbystadion, Tokio Schiedsrichter: Nic Berry (Australien) |
| 14. September 2024 16:00 JST (UTC+9) | Versuche: Hapakuki Moala-Liavaʻa 10. erh. Tapueluelu (2) 15. erh., 80. n.erh. Unga 26. n.erh. Erhöhungen: Pellegrini (2/4) Straftritte: Pellegrini (2/2) 47., 70. | (19:10) Bericht | Versuche: Quattrin 20. erh. McMullin 67. erh. Erhöhungen: Nelson (2/2) Straftritte: Nelson (1/1) 6. | Prinz-Chichibu-Rugbystadion, Tokio Schiedsrichter: Nic Berry (Australien) |

### Halbfinale
| 14. September 2024 19:05 JST (UTC+9) | Fidschi | 22 : 3         | Vereinigte Staaten            | Prinz-Chichibu-Rugbystadion, Tokio Schiedsrichter: Craig Evans (Wales) |
| 14. September 2024 19:05 JST (UTC+9) | Versuche: Canakaivata (2) 26. erh., 51. erh. Lomani 60. n.erh. Erhöhungen: Muntz (2/3) Straftritte: Muntz (1/1) 23. | (10:3) Bericht | Straftritte: Mattina (1/2) 4. | Prinz-Chichibu-Rugbystadion, Tokio Schiedsrichter: Craig Evans (Wales) |

| 15. September 2024 15:05 JST (UTC+9) | Samoa | 27 : 49         | Japan | Prinz-Chichibu-Rugbystadion, Tokio Schiedsrichter: Paul Williams (Neuseeland) |
| 15. September 2024 15:05 JST (UTC+9) | Versuche: Tuitama 13. erh. Matavao 52. erh. Lalomilo 72. erh. Erhöhungen: Iona (3/3) Straftritte: Iona (2/2) 25., 29. | (13:28) Bericht | Versuche: Riley 6. erh. Strafversuch 10. Osada 16. erh. Lee 39. erh. Shimokawa 44. erh. Fujiwara 58. erh. Takahashi 79. erh. Erhöhungen: Lee (6/6) | Prinz-Chichibu-Rugbystadion, Tokio Schiedsrichter: Paul Williams (Neuseeland) |

### Spiel um Platz 3
| 21. September 2024 16:00 JST (UTC+9) | Vereinigte Staaten                                                                 | 13 : 18        | Samoa                                                                                            | Hanazono-Rugbystadion, Higashiōsaka Schiedsrichter: Ben O’Keeffe (Neuseeland) |
| 21. September 2024 16:00 JST (UTC+9) | Versuche: Fricker 7. erh. Erhöhungen: Carty (1/1) Straftritte: Carty (2/3) 5., 53. | (10:6) Bericht | Versuche: Mapu 42. erh. Nanai 78. n.erh. Erhöhungen: Iona (1/2) Straftritte: Iona (2/3) 15., 32. | Hanazono-Rugbystadion, Higashiōsaka Schiedsrichter: Ben O’Keeffe (Neuseeland) |

### Finale
| 21. September 2024 16:00 JST (UTC+9) | Japan | 41 : 17         | Vereinigte Staaten                                                                        | Hanazono-Rugbystadion, Higashiōsaka Schiedsrichter: Nic Berry (Australien) |
| 21. September 2024 16:00 JST (UTC+9) | Versuche: Karawalevu (3) 32. erh., 70. erh., 75. erh. Loganimasi 59. erh. Tuisue 67. erh. Erhöhungen: Muntz (5/5) Straftritte: Muntz (2/2) 10., 56. | (10:10) Bericht | Versuche: Riley 20. erh. Tuitama 78. erh. Erhöhungen: Lee (2/2) Straftritte: Lee (1/1) 7. | Hanazono-Rugbystadion, Higashiōsaka Schiedsrichter: Nic Berry (Australien) |